# 22450 Nové Hrady
22450 Nové Hrady è un asteroide della fascia principale. Scoperto nel 1996, presenta un'orbita caratterizzata da un semiasse maggiore pari a 2,6840327 UA e da un'eccentricità di 0,2096675, inclinata di 5,39892° rispetto all'eclittica.